# Nyírkércs
Nyírkércs is een plaats (község) en gemeente in het Hongaarse comitaat Szabolcs-Szatmár-Bereg. Nyírkércs telt 829 inwoners (2001).